# Tony Kofi

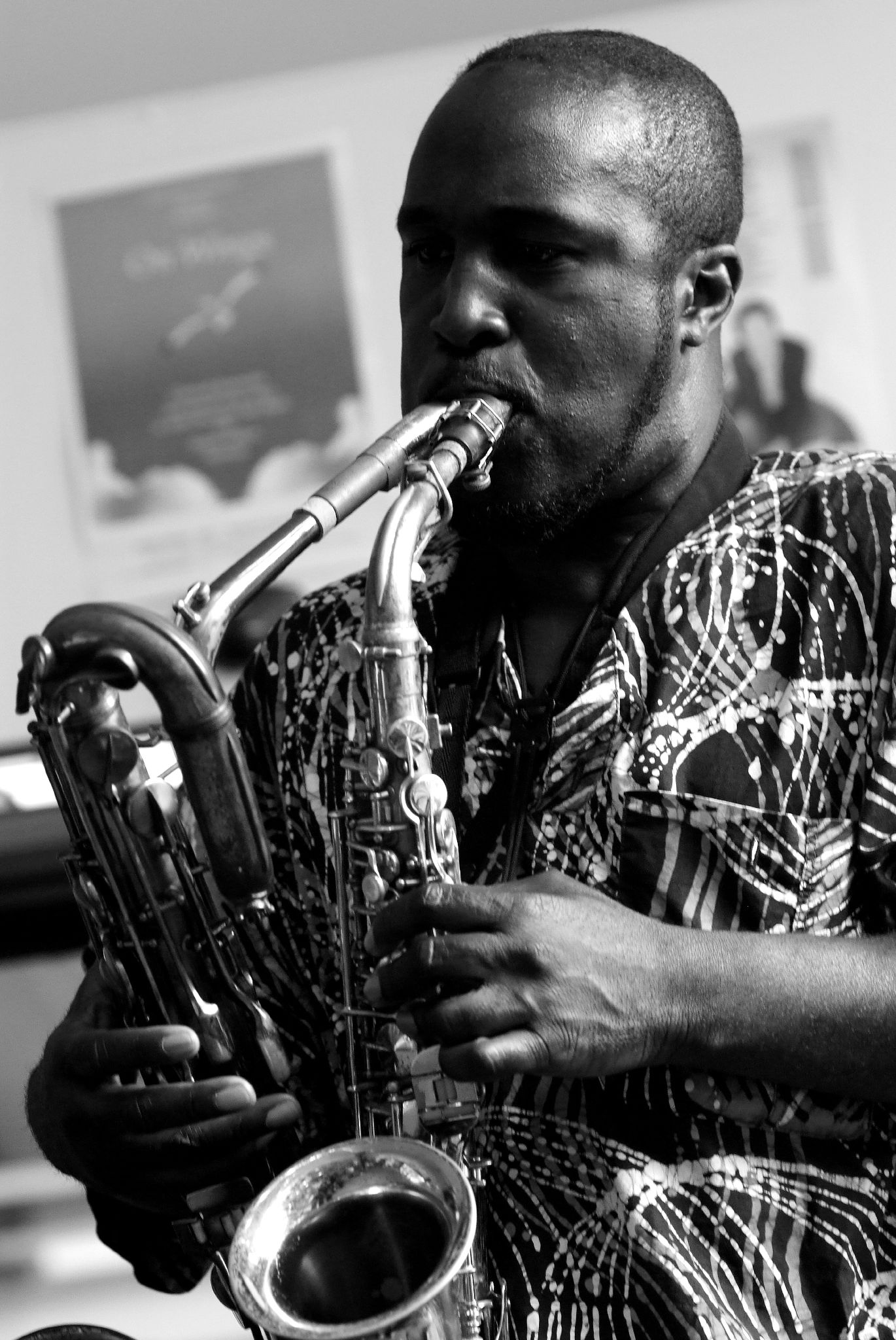
Tony Kofi

Tony Kofi (* 1966 in Nottingham) ist ein britischer Jazzmusiker (Alt-, Bariton und Sopransaxophon, Flöte).

## Leben und Wirken
Kofi wuchs als Sohn ghanaischer Migranten in England auf und lernte als Autodidakt Saxophon. Von 1988 bis 1990 studierte er auf dem Berklee College of Music. 1991 kehrte er nach Großbritannien zurück, wo er zunächst bei den Jazz Warriors und Gary Crosby’s Nu-troup spielte. Auch trat er mit Julian Argüelles, Claude Deppa, Billy Higgins, Andrew Hill, Courtney Pine, Tim Richards oder Us3 auf. Dann leitete er gemeinsam mit Byron Wallen Bandprojekte. In der Monk Liberation Band widmete er sich dem Vermächtnis von Thelonious Monk. Zu seinem regulären Quartett, das gelegentlich durch Orphy Robinson verstärkt wird, gehören Pianist Jonathan Gee, Bassist Ben Hazleton und Schlagzeuger Winston Clifford. Auch leitete er die zehnköpfige Afro Jazz Family und gehörte zu Lucky Rankus African All Stars. Sein Album Monk: All Is Know wurde 2005 für die BBC Jazz Awards als „Jazzalbum des Jahres“ nominiert; er selbst erhielt 2022 als bester Instrumentalist einen Parliamentary Jazz Award.

## Diskografische Hinweise
- Plays Monk: All is Know, Specific Jazz, 2004
- Future PAssed, Specific Jazz, 2006
- The Silent Truth, Specific Jazz, 2008
- Chris Biscoe: Gone in the Air, 2008
- For the Love of Ornette (mit Jamaaladeen Tacuma), Jazzwerkstatt, 2011
- Alina Bzhezhinska & Tony Kofi: Altera Vita, 2024